# Katie Aselton
Kathryn Aselton (née le 1er octobre 1978) est une actrice, une réalisatrice et une productrice américaine. Elle a notamment réalisé et joué dans le film The Freebie, présenté au Festival du film de Sundance en 2010,. Avec son mari Mark Duplass, elle a également présenté le court métrage Scrapple au même festival en 2004,.

## Biographie
Aselton naît à Milbridge, Maine. Elle devient Miss Maine Teen USA (en) en 1995 et participe à Miss Teen USA 1995 (en).
Elle obtient un diplôme de la Narraguagus High School (en) d'Harrington en 1996. Elle fréquente par la suite l'université de Boston pendant deux ans, puis déménage à Los Angeles, où elle rencontre Duplass. Elle étudie par la suite deux ans à l'American Academy of Dramatic Arts de New York.

## Filmographie

### Cinéma
- 2005 : The Puffy Chair (en)
- 2009 : Easier with Practice (en)
- 2009 : Feed the Fish
- 2009 : Other People's Parties
- 2010 : The Freebie
- 2010 : Cyrus
- 2011 : Treatment
- 2011 : Jeff, Who Lives at Home
- 2011 : Our Idiot Brother
- 2012 : Black Rock – (également réalisatrice)
- 2015 : The Gift
- 2015 : Nos souvenirs
- 2017 : Father Figures de Lawrence Sher : Liam O'Callaghan
- 2017 : Fun Mom Dinner d'Alethea Jones :
- 2018 : Le Book Club (Book Club) de Bill Holderman : Adrianne
- 2019 : Scandale (Bombshell) de Jay Roach : Alicia
- 2019 : Synchronic de Justin Benson et Aaron Moorhead : Tara Donnelly
- 2019 : Contaminations (The Devil Has a Name) d'Edward James Olmos : Olive Gore
- 2021 : La chapelle du diable d'Evan Spiliotopoulos : Natalie Gates
- 2023 : Old Dads de Bill Burr

### Télévision
- 2001 : Undressed
- 2005 : The Office (2009, Blood Drive)
- 2009-2015 : The League
- 2010 : Moving Pictures Live!
- 2010 : Players
- 2011 : The Talk
- 2014 : Revolution
- 2015 : Weird Loners
- 2017 : Legion
- 2018 : Room 104